# Urban Empire
Urban Empire est un jeu vidéo de type city-builder développé par Reborn Games et édité par Kalypso Media, sorti en 2017 sur Windows.

## Accueil
- Canard PC : 5/10[1]